# Distyle
Pour la botanique, voir Distylie et Hétérostylie.

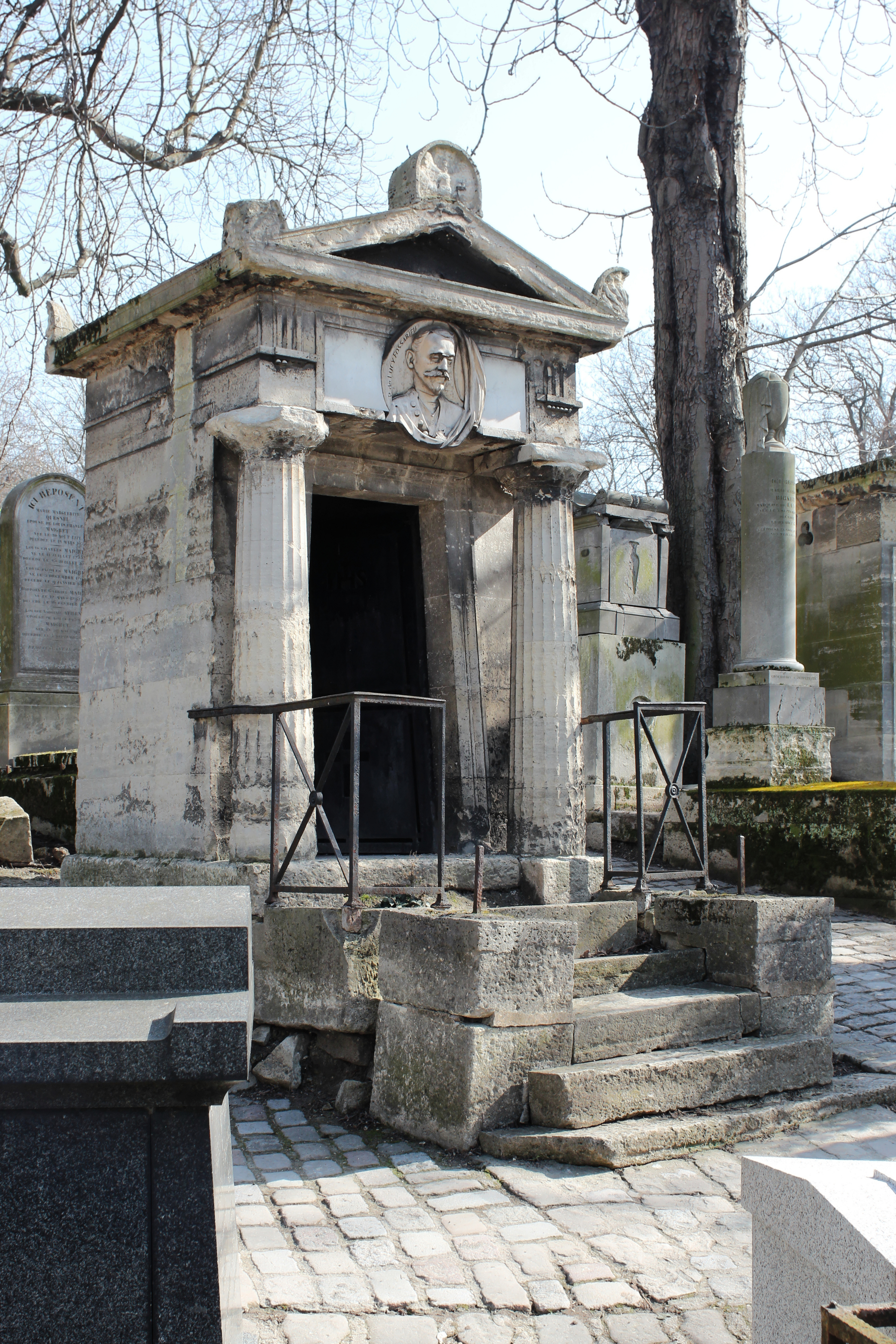
Chapelle néo-antique en forme de temple romain distyle à colonnes doriques grecques et acrotères à palmettes.

Le terme distyle désigne un temple grec ayant deux colonnes en façade. Un temple ayant huit colonnes en façade se nommerait octostyle, dix colonnes décastyle, etc.
Sachant que le rapport du nombre de colonnes en façade par rapport au nombre de colonnes sur les côtés dans les temples grec est souvent égal à 2n+1 (pour n colonnes en façade).
Cette caractéristique est parfois reprise dans les temples romains ou les monuments de style néoclassique.